# Pintor de Casandra

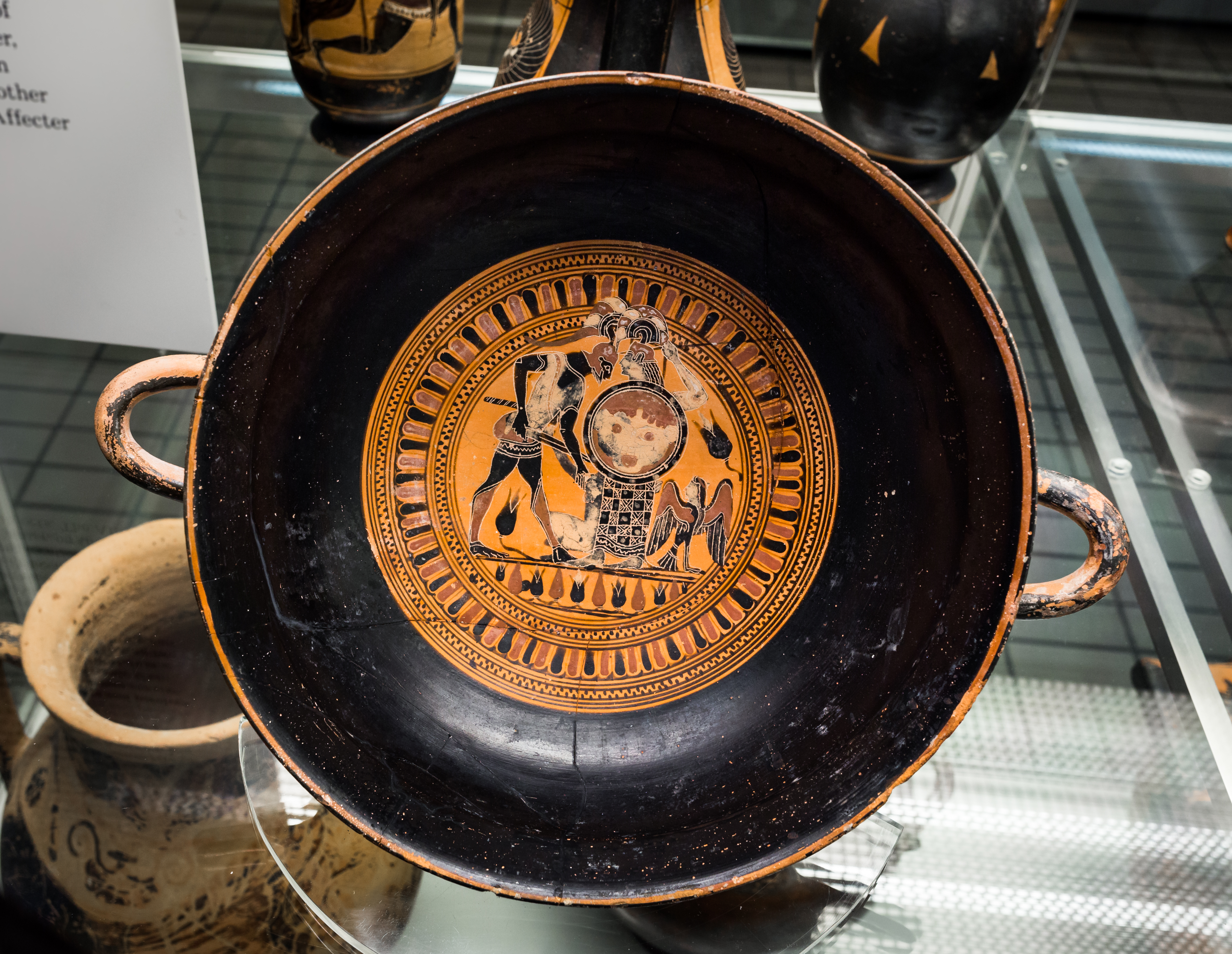
Copa de Siana ática de figuras negras, obra del pintor de Casandra. El tondo de la copa representa a Áyax el Menor persiguiendo a Casandra, quien se esconde tras una estatua de la diosa Atenea (Paladio), c. 570 - 560 a. C., Londres, Museo Británico, B 379.

Pintor de Casandra es el nombre convenido de un pintor griego de vasos de figuras negras activo aproximadamente entre el 570 y el 565 a. C.
El Pintor de Casandra, pintor ático de vasos de figuras negras, al igual que su contemporáneo el Pintor de Heidelberg, fue uno de los primeros pequeños maestros, pintores de kílices (a menudo decoradas con comastas, participantes en la procesión de Dioniso) del tipo copa de Siana. Su nombre convenido se deriva de la representación de Casandra en una copa, que se conserva en el Museo Británico (Museo Británico B 379). En el tondo de esta copa, Casandra, buscando la salvación de Áyax el Menor , se representa abrazando firmemente los pies de la diosa Atenea. Dada la rigidez de la figura de Atenea, se puede concluir que se trata de una representación de su estatua. El experto en arte británico John Beazley asoció originalmente al Pintor de Casandra con el Pintor C (la abreviatura "C" se refiere a la fuerte influencia de la pintura de vasos corintios en este artista) y solo fue identificado posteriormente por el arqueólogo holandés Herman A. G. Brijder, quien afirmó: «No se puede pasar por alto que el dibujo de la figura y, en especial, la banda de palmetas (de este artista) superan en calidad a las bandas ornamentales de las otras copas mencionadas».